# Вечеря з недоуком (фільм, 1998)
«Вечеря з недоумком» (фр. Le dîner de cons)  — французька комедія.

## Фабула
Заможній видавець П'єр Брошан (Т'єррі Лермітт) раз на тиждень розважається з друзями-аристократами. Кожен має привести у середу на вечерю недоука, над яким протягом вечері мають всі зловтішатися.
Як і притаманно стрічкам Вебера недоук — Франсуа Піньйон. Брошану здається, що його недоук «чемпіон світу» і буде фаворитом на вечері. Однак кумедні обставини, спровоковані імпульсивністю Піньйона перевертають довкола Брошана все з ніг на голову, як у нього вдома, так і в житті.

### Нагороди
У 1999 отримав нагороду «Сезара». Фільм був відзначений у шістьох номінаціях, але виграв лише три: 1. Найкраща чоловіча роль Жака Вільре. 2. Найкращий актор другого плану  — Даніель Прево. 3. Найкращий сценарій Френсіса Вебера.
Не виграв такі номінації: 1. Найкращий фільм. 2. Вебер, як найкращий режисер. 3. Катрін Фро  — актриса другого плану.

### В ролях
| роль            | актор                |
| --------------- | -------------------- |
| П'єр Бошан      | Тьєррі Лермітт       |
| Франсуа Піньйон | Жак Вільре           |
| Марлен Сестра   | Катрін Фро           |
| Люсьєн Шеваль   | Даніель Прево        |
| Крістін Брошан  | Олександра Вандернот |